# Viroplasma

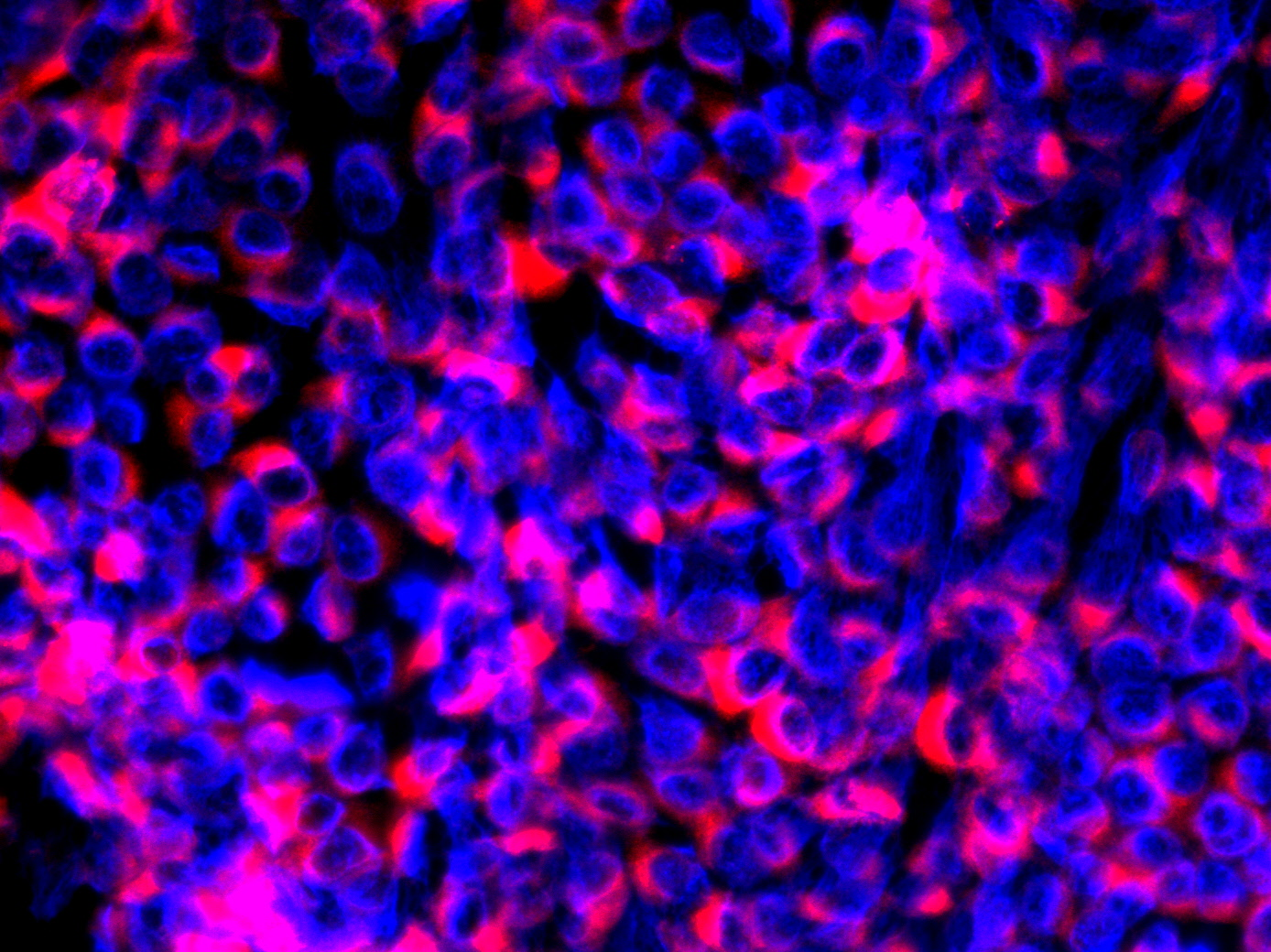
Immunofluoreszenzaufnahme der Replikationskomplexe von BVDV (Bovines Virusdiarrhoe-Virus, rot) in MDBK-Zellen (Zellkulturen aus Epithelzellen von Rindernieren). Die Zellkerne sind mit DAPI blau angefärbt.

Als Viroplasma (englisch viroplasm) bezeichnet man jenen Ort innerhalb einer virusinfizierten Zelle, an dem die eigentliche Produktion von Virusbestandteilen stattfindet (Virusfabrik, Virionenfabrik, englisch virus factory, virion factory, VF, oder virus assembly site, viral assembly site, assembly site, VAS, AS).
Meist ist das Viroplasma an morphologischen Veränderungen im Vergleich zu einer nicht-infizierten Zelle im Elektronenmikroskop zu erkennen bzw. zu vermuten; in vielen Fällen fehlt jedoch der direkte Nachweis. Ein Beispiel ist hierfür das erst kürzlich beschriebene sogenannte „membranöse Netz“ (englisch membranous web) in Zellen, die mit einem Replikon des Hepatitis-C-Virus transfiziert wurden. Hier zeigte sich das Viroplasma als eine Zusammenballung von Membrankomplexen innerhalb des Cytoplasmas.

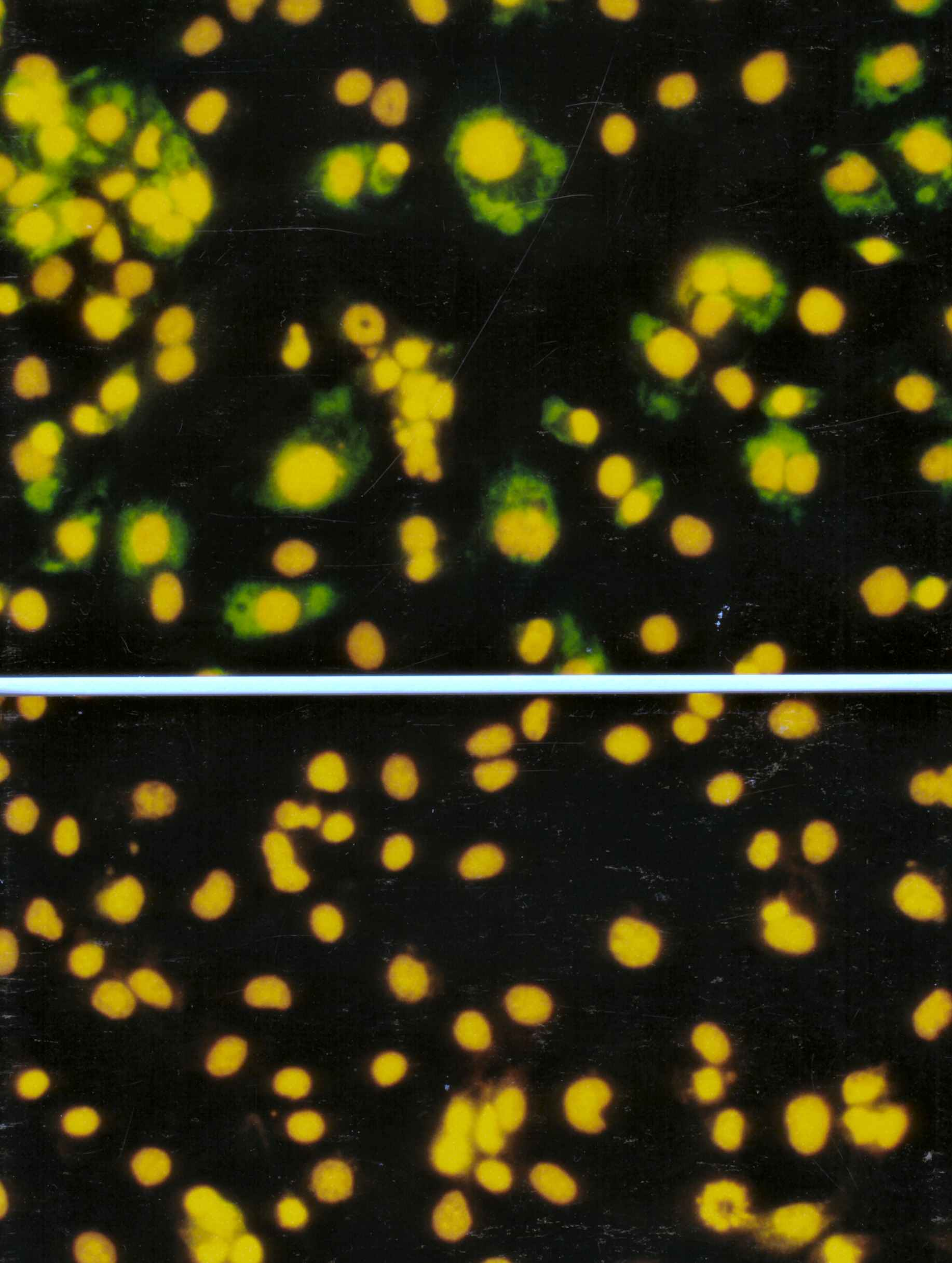
Viroplasmen (grün) in von Rotavirus infizierten Zellen (oben), nicht-infizierte Zellen (unten). (Immunofluoreszenzaufnahmen)

Bei einigen Viren kann das Viroplasma bereits im Lichtmikroskop erkannt werden, entweder nach bestimmten Färbemethoden oder durch deutliche cytologische Veränderungen. Diese Veränderungen wurden schon in der Anfangszeit der Zellpathologie als „Einschlusskörperchen“ (englisch inclusion body, X-body) beschrieben und später der Virusvermehrung zugeschrieben. Zum Teil handelt es sich um Ablagerungen von viralen Proteinen oder Viruspartikeln, meist jedoch um besonders ausgedehnte und veränderte Regionen des Endoplasmatischen Retikulums oder des Golgi-Apparates, die der Virusvermehrung dienen. Ein Beispiel für diese cytoplasmatischen Einschlusskörperchen sind die Negri-Körper (benannt nach ihrem Entdecker, dem Pathologen Adelchi Negri) in Zellen, die das Rabiesvirus vermehren.
Das Viroplasma kann im Cytoplasma als auch im Zellkern (Karyoplasma) lokalisiert sein. Als nukleäres Viroplasma findet es sich im Zellkern jedoch nur bei Viren, zu deren Vermehrung die zellulären DNA- oder RNA-Polymerasen benötigt werden (z. B. bei Polyomaviren und Herpesviren).